# Наха
Наха (јап. 那覇市) град је у Јапану у префектури Окинава. Према попису становништва из 2015. у граду је живело 320.966 становника.

## Становништво
Према подацима са пописа, у граду је 2015. године живело 320.966 становника.
| 1995.   | 2000.   | 2005.   |
| ------- | ------- | ------- |
| 301.890 | 301.032 | 312.308 |